# Соль Шлиппе
Тиоантимона́т на́трия (Соль Шли́ппе, химическая формула — Na3SbS4 · 9H2O) — неорганическая соль, названная в честь своего изобретателя — Карла Шлиппе.
При стандартных условиях, тиоантимонат натрия — жёлтые кристаллы, хорошо растворимые в воде.

## Название
Соль была названа в честь своего изобретателя — российского химика Карла Шлиппе.

## Физические свойства
Представляет собой жёлтые кристаллы кубической сингонии,
пространственная группа P 213,
параметры ячейки a = 1,1957 нм, Z = 4
.
- Жёлтые кристаллы
- плотность 1,806 г/см3;
- Тпл. = 87 °C;
- Ткип. = 234 °C (с разложением);
- хорошо растворим в воде;

На воздухе соль разрушается, покрываясь красной плёнкой сульфида сурьмы.

## Химические свойства
- При нагревании разлагается с потерей кристаллизационной воды:

{\displaystyle {\mathsf {Na_{3}SbS_{4}\cdot 9H_{2}O\ {\xrightarrow[{-8H_{2}O}]{100^{\circ }C}}\ Na_{3}SbS_{4}\cdot H_{2}O\ {\xrightarrow[{-H_{2}O}]{175^{\circ }C}}\ Na_{3}SbS_{4}}}}
- Разлагается в кислой среде с образованием осадка сульфида сурьмы(V)

{\displaystyle {\mathsf {2Na_{3}SbS_{4}+6HCl\ \xrightarrow {\ } Sb_{2}S_{5}\downarrow +~3H_{2}S\uparrow +~6NaCl}}}

## Получение
- Сплавление сульфида натрия с серой и сульфидом сурьмы(III):

{\displaystyle {\mathsf {3Na_{2}S+2S+Sb_{2}S_{3}\ \xrightarrow {\ } 2Na_{3}SbS_{4}}}}
- Растворение сульфида сурьмы(V) в растворе сульфида натрия:

{\displaystyle {\mathsf {3Na_{2}S+Sb_{2}S_{5}\ \xrightarrow {\ } 2Na_{3}SbS_{4}}}}